# 西贾乡 (长治市)
西贾乡，是中华人民共和国山西省长治市屯留区下辖的一个乡镇级行政单位。2021年4月1日，撤销西贾乡，分别并入麟绛街道、丰宜镇、李高乡。将原西贾乡的西贾、罗家庄、东贾、牛角川4 个村委会划归麟绛街道管辖；东庄、茶棚、崔郭、杜村、李家沟5个村委会划归丰宜镇管辖；五里庄、西魏、张贤、后宅4个村委会划归李高乡管辖。

## 行政区划
西贾乡下辖以下地区：
西贾村、罗庄村、东贾村、西魏村、后宅村、张贤村、五里庄村、河北店村、东庄村、杜村、牛角川村和苗岭村。